# 19587 Керемейн
19587 Керемейн (19587 Keremane) — астероїд головного поясу, відкритий 13 липня 1999 року.
Тіссеранів параметр щодо Юпітера — 3,277.